# Lur

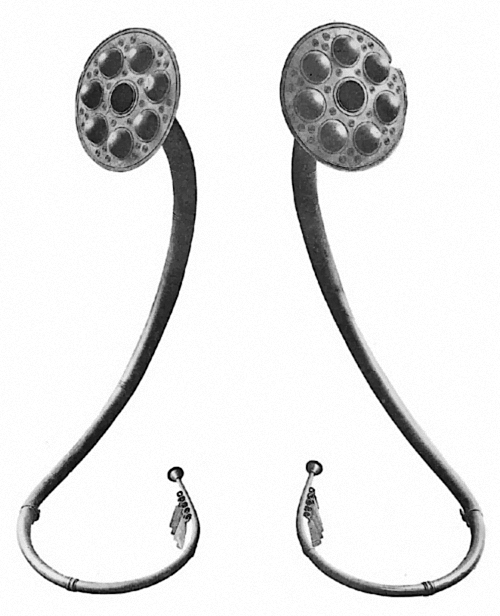
Lur de bronze encontrado em Brudevælte Mose, no nordeste de Lynge em Selandia (Dinamarca).

Lur, também conhecido como luur ou lure, era o nome que recebiam dois instrumentos de sopro diferentes. O tipo mais recente era fabricado em madeira e foi usado na Escandinávia durante a Idade Média. O tipo mais antigo estava construído em bronze, data da Idade do Bronze e foi com frequência encontrado em casais em pântanos, principalmente em Dinamarca.
Encontraram-se um total de 56 lurs: 35 (incluídos os fragmentados) na Dinamarca, 4 na Noruega, 11 na Suécia, 5 no norte de Alemanha e um só na Letônia.

## Lur de madeira
As primeiras referências a um instrumento chamado lur procedem das sagas islandesas, onde se descreve como instrumento de guerra, que serve para reunir as tropas e assustar ao inimigo. Estes lurs eram retos, com canos de madeira e ao redor de um metro de longo. Não tinham buracos para os dedos e se tocavam como um instrumento de metal moderno.
Uma espécie de lur muito similares a estes instrumentos de guerra têm sido utilizados pelos agricultores e pecuaristas nos países nórdicos pelo menos desde a Idade Média. Estes instrumentos foram utilizados para chamar ao gado e guiá-los. Sua construção e técnica para tocá-lo é similar ao instrumento de guerra, mas estavam cobertos com bétula, enquanto os instrumentos de guerra estavam cobertos com salgueiro.

## Lur de bronze

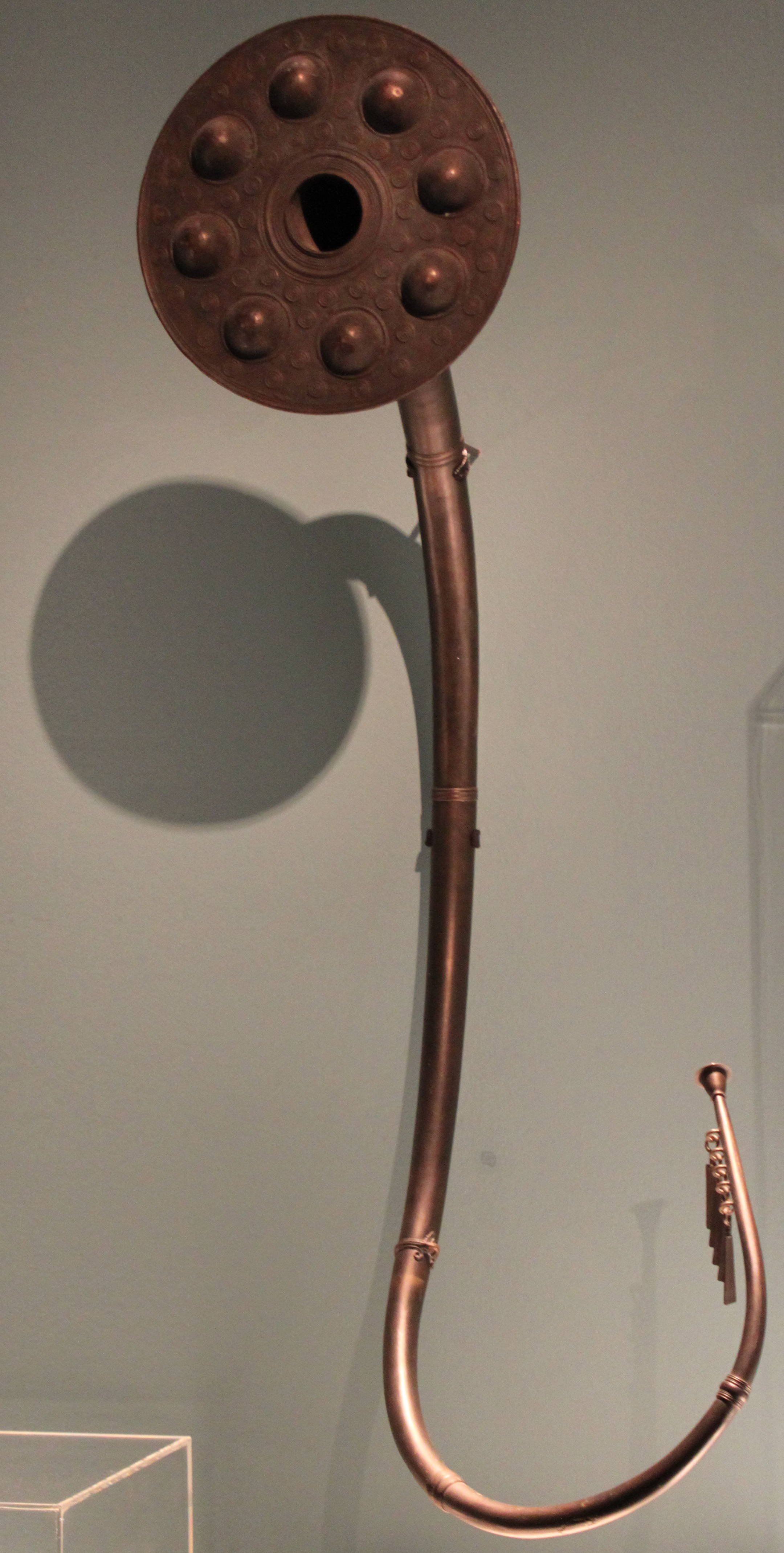
Lur de bronze encontrado em Brudevælte Mose, no nordeste de Lynge em Selandia (Dinamarca)

É provável que o instrumento de bronze que hoje se conhece como lur que não guarde relação com o lur de madeira e foi nomeado dessa maneira pelos arqueólogos do século XIX, após os lurs de madeira do século XIII mencionados por Saxão Gramático.
Os lurs de bronze (bronslurar) remontam-se à Idade do Bronze nórdica, provavelmente na primeira metade do primeiro milênio a. C - aproximadamente 1100 a.C - 500 a.C.. São canos cônicos em forma de S, sem buracos para os dedos, podendo medir até 1,5 m.

Ao final do cano têm um sino, como nos instrumentos de vento-metal, e soam mais como um trombone. O extremo oposto ao sino é ligeiramente acampanado, igual que o sino dos instrumentos de vento-metal modernos, mas não na mesma medida. Um lur de bronze típico media ao redor de dois metros de largura.